# Joachim Bouvet
Joachim Bouvet (Le Mans, 1656. július 18. – Peking, 1730. október 9.) francia jezsuita hittérítő, sinológus. (Kínai neve pinjin átírásban: Bái Jìn; magyar népszerű: Paj Csin; hagyományos kínai: 白晋 vagy 白進; egyszerűsített kínai: 白晋 vagy 白进; tiszteleti neve: pinjin átírásban: Míng Yuǎn; magyar népszerű: Ming Jüan; hagyományos kínai: 明遠; egyszerűsített kínai: 明远.)

## Élete és munkássága
Bovet 1687-ben tagja volt annak a hatfős francia jezsuita csoportnak, akiket XIV. Lajos Kínába küldött. Ez volt ez eső ilyen francia misszió, amelynek a vezetője Jean de Fontaney volt. A küldetés megkezdése előtt a misszió valamennyi tagját a Francia Természettudományi Akadémián (Académie des sciences) készítették fel csillagászati és egyéb alapismeretekkel. A csoport 1685. március 3-án hajózott ki, majd Sziám érintésével 1688. február 7-én érkeztek Pekingbe. Kang-hszi császár szívélyesen fogadta őket. Bouvet és egyik társa, Jean-François Gerbillon Pekingben maradtak, hogy az udvari matematikusokat és csillagászokat oktassák a nyugati ismeretekre. A két jezsuita tudós több matematikai tárgyú értekezést írt azt uralkodóház anyanyelvén, mandzsuul, amelyeket a császár kínaira fordíttatott és maga látta el előszóval. A császár elismerése jeléül arra is engedélyt adott nekik, hogy a Tiltott Városhoz közel egy templomot építsenek. A keresztény templom 1702-ben készült el.
Bouvet 1697-ben a kínai császár követeként visszatért Franciaországba azzal a céllal, hogy a kínai missziót új tagokkal bővítse. Kang-hszi rajta keresztül negyvenkilenc kötetnyi kínai könyvet ajándékozott XIV. Lajosnak, amelyek a királyi könyvtárba kerültek.
1699-ben Bouvet atya ismét Kínába érkezett, újabb tíz jezsuita misszionárius kíséretében, köztük Joseph Henri Marie de Prémare-rel, Jean-Baptiste Régisszel és Dominique Parreninne. Kang-hszi a sikeres küldetés elismeréséül kinevezte fia, a trónörökös tolmácsának címével.
1706-ban Kang-hszi úgy döntött, hogy Bouvet-t küldi el Vatikánba az időközben kironóbbant rítusvita elrendezésére, de a döntését később visszavonta.
1705 és 1715 között Bouvet és Jean-Baptiste Régis részt vettek a kínai birodalom feltérképezésének feladatában, amelynek során számos térképeket készítettek Kína régióiról és tartományairól.
Bouvet meggyőződéses képviselője volt a leginkább jezsuita körökben elterjedt figurizmusnak, amely elmélet szerint a kínai klasszikus művek, különösképpen a Változások könyve keresztényi utalásokat tartalmaz, illetve a kínai kultúra bibliai hagyományokra vezethető vissza.

## Munkái
- Etat présent de la Chine, en figures gravées par P. Giffart sur les dessins apportés au roi par le P. J. Bouvet (Paris, 1697)
- Portrait historique de l'empereur de la Chine (Paris, 1697)

## Fordítás
- Ez a szócikk részben vagy egészben  a   Joachim Bouvet című angol Wikipédia-szócikk ezen változatának fordításán alapul.  Az eredeti cikk szerkesztőit annak laptörténete sorolja fel. Ez a jelzés csupán a megfogalmazás eredetét és a szerzői jogokat jelzi, nem szolgál a cikkben szereplő információk forrásmegjelöléseként.